# Cuisine zanzibarienne
La cuisine de Zanzibar reflète plusieurs influences hétérogènes, conséquence de la nature multiculturelle et multiethnique de l' héritage de Zanzibar et swahili. C'est un mélange de diverses traditions culinaires, dont la cuisine bantoue, arabe, portugaise, indienne, britannique et même chinoise.

## Histoire ancienne
Les premiers habitants de Zanzibar étaient des Bantous venus du Tanganyika continental. Ils se composaient principalement de pêcheurs et leur régime alimentaire se composait donc principalement de fruits de mer, tels que le thon, le maquereau, le homard, le calmar, le poulpe et les huîtres. D'autres ingrédients et recettes apportés par les Bantous que l'on retrouve dans la cuisine zanzibarienne d'aujourd'hui (dont certains se sont répandus pendant le colonialisme européen) sont les haricots communs, les patates douces, les chips de manioc, l'igname et le plaintain.
Au IXe siècle, les Omanais, les Yéménites et les Perses ont commencé à coloniser la côte swahili, y compris l' archipel de Zanzibar. Ils ont apporté de nouveaux plats et ingrédients, notamment des épices, de la noix de coco, de la mangue, des agrumes et du riz. L'une des recettes les plus courantes de Zanzibar, le riz pilaf (c'est -à-dire du riz, des noix de coco, des noix et des épices), reflète clairement son origine arabe.
Entre le XVe et le XVIe siècles, les Portugais ont rapidement conquis la majeure partie de la côte, y compris Zanzibar. Les principales influences portugaises sur la cuisine de Zanzibar ont été l'introduction de ceux qui allaient devenir les principaux types d'aliments de base à Zanzibar, à savoir le manioc, le maïs et l'ananas.
En 1651, les Portugais perdent le contrôle de Zanzibar au profit du sultanat omanais. Les Omanais ont apporté de nouvelles épices et intensifié les relations commerciales entre Zanzibar et l'Inde ; en conséquence, des recettes indiennes telles que le chutney, le masala, le biryani, le curry, les croquettes de poisson et le samoosa (samosa) sont arrivées à Zanzibar. La plupart des recettes d'origine étrangère ont été adaptées aux ingrédients disponibles sur l'île, donnant ainsi naissance à une cuisine « fusion » largement originale.
Vers le début du XXe siècle, la majeure partie de la région des Grands Lacs africains a été colonisée par les Allemands et les Britanniques. Ceux-ci ne se sont pas autant mélangés à la population locale que les Arabes, les Perses et les Indiens l'avaient fait, et leur influence sur la cuisine de Zanzibar est moins évidente ; pourtant, certaines recettes très courantes de Zanzibar, comme le steak au poivre, peuvent être définies de manière générique comme ayant une origine européenne.

## Post-indépendance
Après l'indépendance, la Tanzanie a établi une relation solide avec la Chine ; des médecins, des ingénieurs et des consultants militaires chinois sont venus à Zanzibar. Bien que seule une petite fraction de la population actuelle de Zanzibar ait des origines chinoises, certaines recettes et certains ingrédients, comme la sauce soja, sont devenus monnaie courante sur l'île.

## Exemples

### Sorpotel
Le sorpotel est une recette d'origine portugaise-indienne (Goa), consistant en un mélange de viande bouillie ; à Zanzibar, cela comprend la langue, le cœur et le foie. Il est cuisiné avec du masala (un mélange d'épices semblable au curry), ainsi que du tamarin et du vinaigre.

### Gâteau aux épices
Le gâteau aux épices est le dessert le plus typique de la cuisine de Zanzibar. Il est composé d'une pâte feuilletée avec un mélange de cannelle, de clou de girofle, de muscade et de chocolat.

### Boko-boko
Le boko-boko est une sorte de ragoût de viande cuite dans du maïs, du gingembre, du cumin, du piment, de la tomate et de l'oignon.

### Pain aux dattes et aux noisettes
Le pain préparé avec des noisettes et des dattes, ainsi que des œufs et de la vanille, est l'aliment le plus traditionnel pour célébrer la fin du Ramadhan.

### Viande de pilaf
La viande de pilaf est généralement préparée avec de la viande de chèvre, (parfois de veau ou de vache), cuite avec des pommes de terre, des oignons, des épices, du lait de coco et du riz.

### Requin poivre
Le requin est l'un des types de fruits de mer les plus traditionnels de Zanzibar ; il est préparé avec du poivre et d'autres épices.

## Pweza
Le pweza wa nazi (qui signifie « pieuvre et noix de coco » en swahili) est une pieuvre bouillie dans du lait de coco, du curry, de la cannelle, de la cardamome, de l'ail et du jus de citron vert.

### Filmographie
- Les mains dans le plat : la cuisine des autres, film de Nouri Bouzid, CNRS Images, Meudon, 2005 (cop. 1995), 26 min (DVD)

#### Personnalités
- Nicola Kagoro
- Liste de cuisiniers